# 배진수 (만화가)

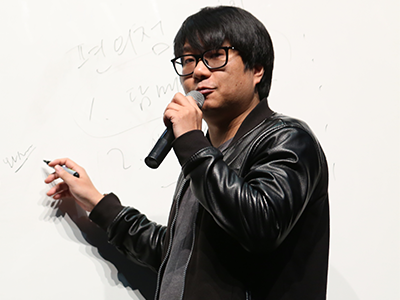
배진수

배진수(1978년 10월 25일 ~ )는 대한민국의 만화가이다. 네이버 웹툰에서 《금요일》과 《머니게임》을 연재했다.
SBS 《짝》에 출연하였다.